# Lüftungskanal

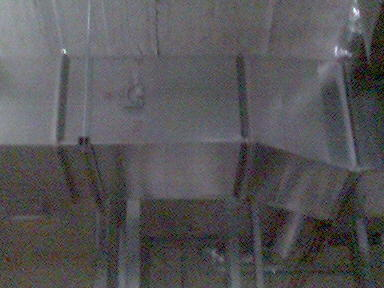
Lüftungskanal mit Drosselklappe

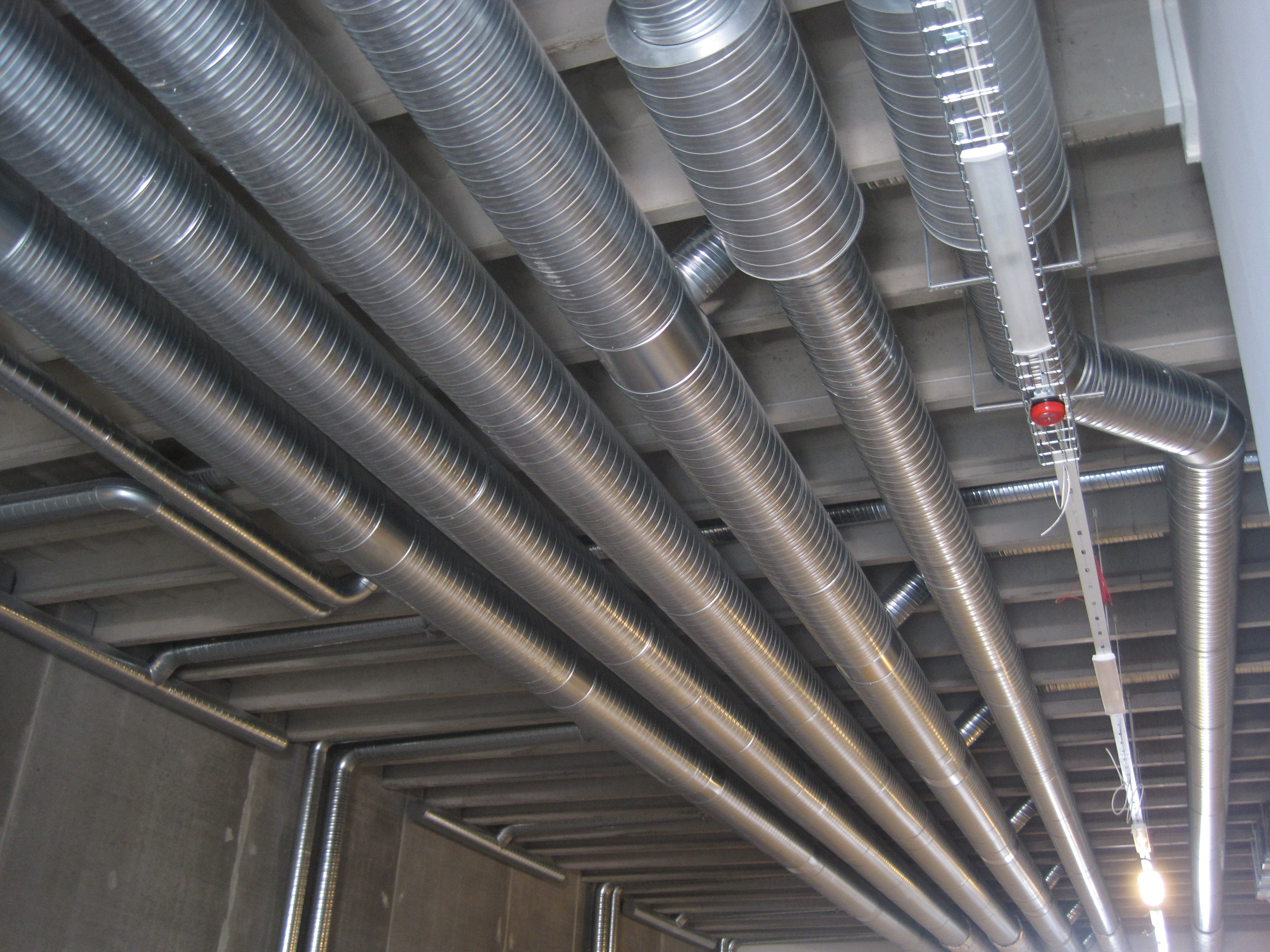
Lüftungsrohre mit Schalldämpfer

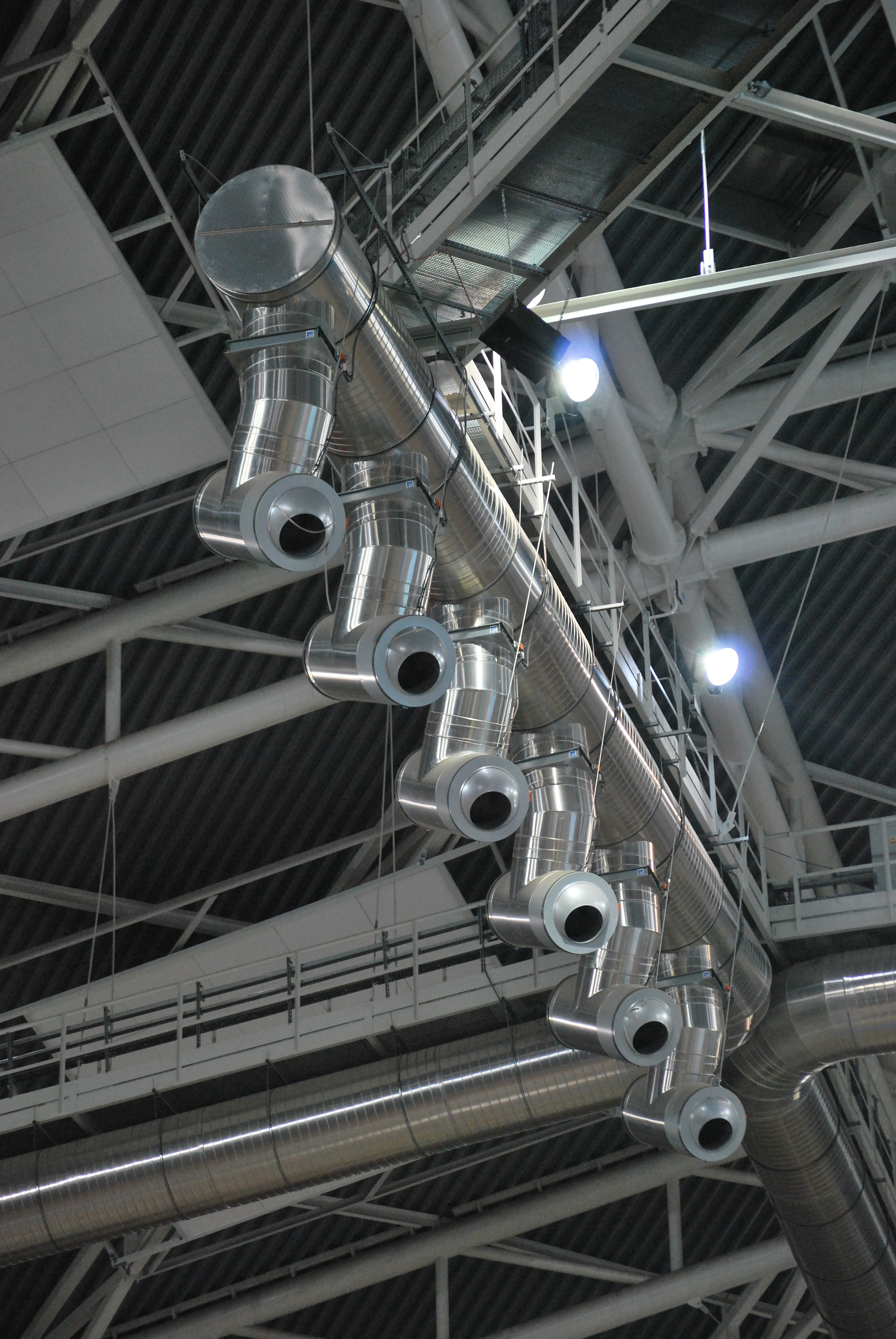
Lüftungsrohr, Formteile und Zuluftdüsen

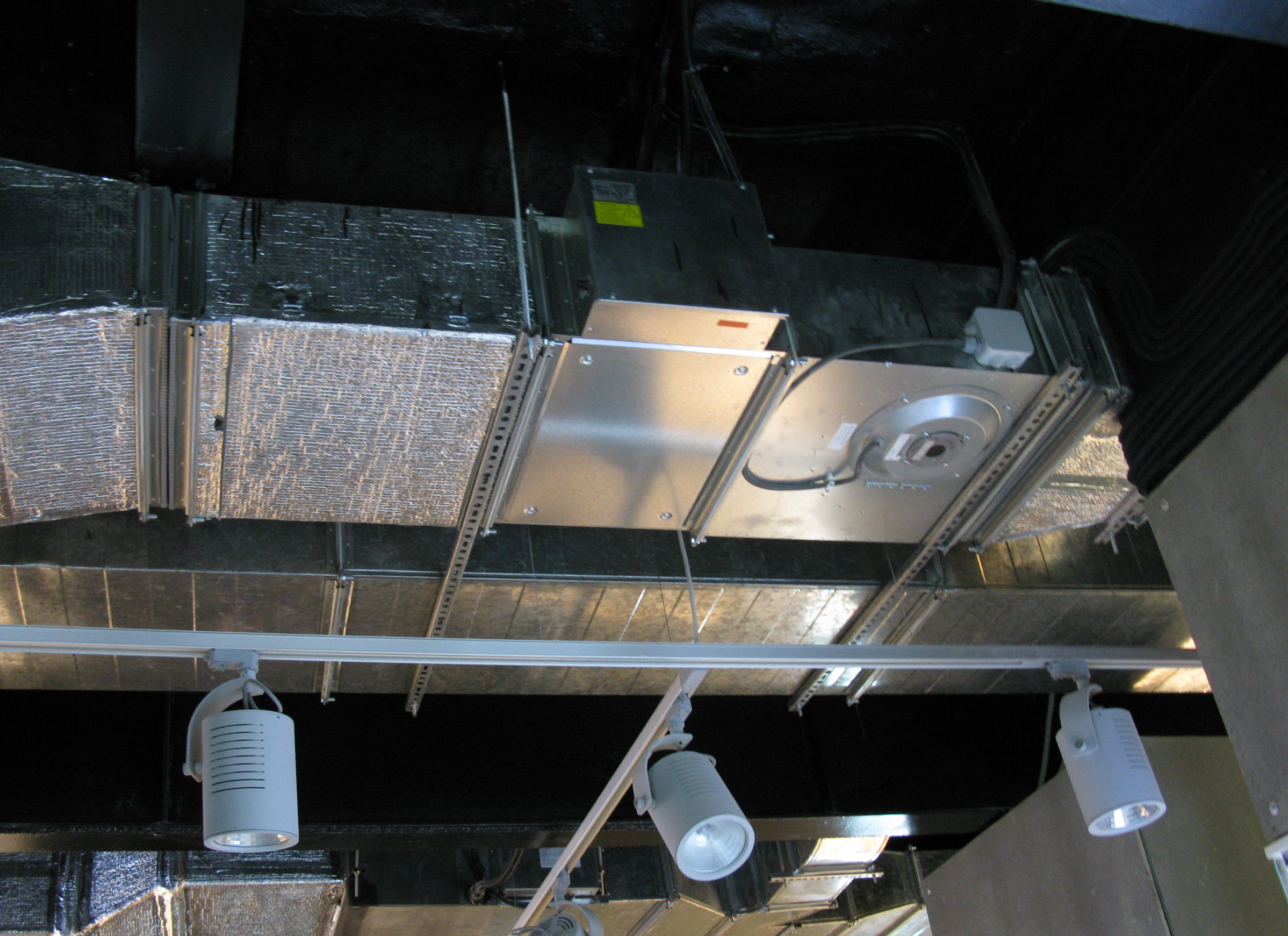
Lüftungskanäle im Deckenbereich

Lüftungskanäle oder Lüftungsrohre sind ein wesentlicher Bestandteil von Lüftungsanlagen und dienen der Luftführung. Diese Luftleitsysteme bestehen zumeist aus rechteckigen oder runden Bauteilen, das heißt aus Kanälen bzw. Wickelfalzrohren. Strömungstechnisch betrachtet, ist die Verwendung von Rohren die optimale Variante, da in Kanälen nur der hydraulische Durchmesser genutzt wird. Lüftungskanäle sind zwar platzsparender zu montieren, der Herstellungs-, Montage- und Materialaufwand ist jedoch deutlich größer. Als Kompromiss haben sich zudem ovale Flachkanalrohre bei Luftverteilsystemen etabliert. Diese Rohre lassen sich, wie Wickelfalzrohre, kostengünstig im Spiralwalzverfahren herstellen.
Lüftungskanäle und -rohre in Niederdruck- und Mitteldruckanlagen lassen sich am kostengünstigen aus dünnem, verzinktem Stahlblech herstellen und verarbeiten. Für besondere Anforderungen werden aber auch Kanäle und Rohre aus Edelstahl, Aluminium, diversen Kunststoffen, Textilien oder Faserzement wie Calciumsilicat verwendet. Sehr große Lüftungskanäle, für Luftmengen von zum Beispiel 300.000 m³/h wie etwa in Flughafengebäuden, werden gemauert oder aus Beton gegossen, und können unterirdisch einige Kilometer lang sein. Ein weiteres Unterscheidungskriterium bei der Beschaffenheit eines Lüftungskanals oder -rohrs ist die Differenzierung zwischen Niederdruck-, Mitteldruck- und speziellen Hochdruckanlagen. Die DIN EN 12237 definiert in diesem Zusammenhang Grenzwerte für den statischen Druck von −500 bis +2000 Pa, unter welchem das Luftleitungssystem die geforderte Dichte einhalten muss. Zur Auslegung der Lüftung von Gebäuden werden Kriterien zur Festigkeit und Dichtheit von Luftleitungen in verschiedenen Produktnormen definiert. Die in diesen Normen genannten Luftdichtheitsklassen können bezüglich der Leckluftraten auf alle Leitungsanlagen der Raumlufttechnik übertragen werden.

## Begrifflichkeiten
Die luftführenden Elemente einer Lüftungsanlage werden in der Gebäudetechnik gewöhnlich als Luft- oder Lüftungskanäle oder nach der Bauart als Wickelfalzrohr oder Flexleitung bezeichnet. Gemäß der Definition im Blatt 1 der VDI 4700 dienen Lüftungskanäle als Teil einer Lüftungsanlage der Führung von Luft.
In dem Abschnitt 2 Begriffe der Lüftungsanlagenrichtlinie (2016) heißt es, Zitat:
"Lüftungsanlagen bestehen aus Lüftungsleitungen und allen zu ihrer Funktion erforderlichen Bauteilen und Einrichtungen.
Lüftungsleitungen bestehen aus allen von Luft durchströmten Bauteilen, wie Lüftungsrohren, -formstücken, -schächten und -kanälen, Schalldämpfern, Ventilatoren, Luftaufbereitungseinrichtungen, Brandschutzklappen und anderen Absperrvorrichtungen gegen die Übertragung von Feuer und Rauch und Absperrvorrichtungen gegen Rauchübertragung (Rauchschutzklappen) sowie aus ihren Verbindungen, Befestigungen, Dämmschichten, brandschutztechnischen Ummantelungen, Dampfsperren, Folien, Beschichtungen und Bekleidungen."

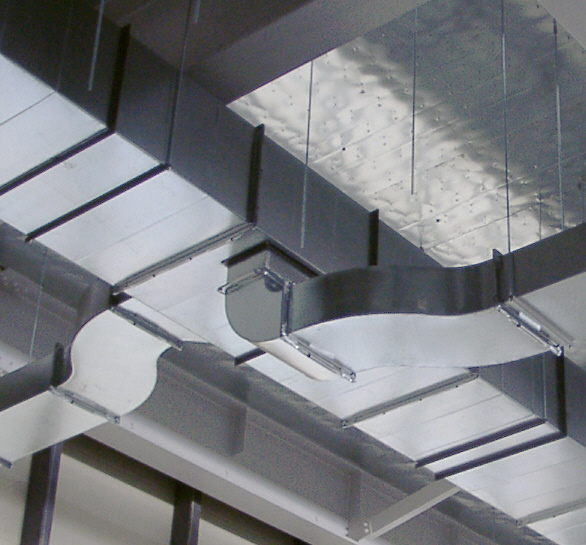
Bild zeigt eine Kombination verschiedener Formstücke im Lüftungskanal

Nach dieser Definition zählen zu den Lüftungsleitungen also auch die passenden Formteile wie Bögen, Übergänge, Reduzierungen, Abgänge, T-Stücke, Hosenstücke, Bundkragen, Schiebeflansch, Dachdurchführung, Deflektorhaube usw. und die Kanaleinbaukomponenten. Umgangssprachlich werden mit Lüftungsleitung manchmal lediglich die Bestandteile einer Entwässerungsanlage, welche zur Belüftung der Kanalisation und der Entlüftung der gebäudeinternen Abwasserleitungen dienen, bezeichnet. Als Lüftungsrohr wird umgangssprachlich ein eher kleindimensioniertes Element zur Luftführung bezeichnet.

## Dichtheit
Die Luftdichtheit von Luftleitsystemen, die durch europäische Normung in Luftdichtheitsklassen (LDK) eingeteilt wird, ist ein wichtiger Faktor bei der Auslegung von Lüftungsanlage und hat als solcher direkten Einfluss auf die Investitions- sowie die Betriebskosten der Anlagen. Zum einen kommt es durch Leckagen zu Energieverlusten (Förderkosten bei Ventilatoren, Heiz- und Kühlleistung), zum anderen können sie auch zu Problemen in den zu versorgenden Räumen führen, da der Soll-Luftwechsel bzw. die Soll-Temperaturen nicht erreicht werden. Durch undichte Kanäle bzw. Rohre können auch ungewollte Schallemissionen entstehen.
Wenn eine Leitungsanlage hohe Leckluftraten, also hohe Verluste, aufweist, muss entweder der Ventilator eine entsprechend höhere Pressung erzeugen, was auch mit einer entsprechenden Dimensionierung der Stromversorgung, Lüfterräume, Schalldämpfer usw. einhergeht, oder die Anlage liefert am Bestimmungsort nicht die benötigten Luftmengen. Andererseits sind Leitungsanlagen mit geringen Leckluftraten auch mit einem hohen Montageaufwand und -kosten verbunden, so dass eine Abwägung über die Wirtschaftlichkeit der gewählten Maßnahmen in Bezug auf die tatsächlichen Erfordernisse getroffen werden muss. Leckagen treten zumeist an Flanschverbindungen auf.
Die Klassifizierung und Prüfung der Dichtheit von Luftleitungen wird in verschiedenen Produktnormen behandelt. In der Praxis relevante Kriterien zur Dichtheit von Luftleitungen aus Blech werden mit rundem Querschnitt durch die EN 12237 und mit eckigem Querschnitt durch die EN 1507 definiert. Die in diesen Normen genannten Luftdichtheitsklassen A bis D können bezüglich der Leckluftraten auf alle Leitungsanlagen der Raumlufttechnik übertragen werden. Zentrale Kriterien der LDK sind die Grenzwerte zu dem zulässigen statischem Druck und der Leckluftrate. Die Leckluftrate bezieht das Leckluftvolumen auf das Volumen der Leitungsanlage.
Die Luftdichtheitsklasse A, mit den höchsten Grenzwerten, ist in der Praxis nicht mehr relevant. Als Mindeststandard hat sich die Klasse B etabliert. Klasse C wird häufig als der Normalstandard betrachtet. Die Dichtheitsklasse D ist für besondere Anwendungen mit sicherheitsrelevanten Anforderungen relevant. Für besondere Anwendungen können auch noch höhere Anforderungen gestellt werden, beispielsweise für biologische Hochsicherheitslabore der Klasse 4.
Die EN 16798-3 definiert zur energetischen Bewertung von Gebäuden in Tabelle 19 sieben Luftdichtheitsklassen (ATC 7 – ATC 1), wobei die Klassen 5 bis 2 den von anderen Normen genutzten Klassen A bis D gleich gesetzt werden. In Bezug auf die Überprüfung der Dichtheitsklasse verweist die EN 16798-3 auf die EN 12599. In den einzelnen Luftdichtheitsklassen werden zulässige Leckagen definiert. Die dort geforderte Luftdichtheit bezieht sich aber immer auf ein „installiertes (Luftleitungs-) System“, also nicht nur auf eine einzelne Komponente des Luftleitungsstranges. Weiterhin muss beachtet werden, dass diese Dichtheit nichts mit der Luftdichtheit von Gebäuden, also dem Blower-Door-Test, zu tun hat und mit dieser nicht verwechselt werden darf.

### Abdichtungsmaßnahmen
Bei der Herstellung und Montage von Luftkanälen ist gemäß VDI 6022 eine erhöhte Aufmerksamkeit auf Sauberkeit notwendig. Zum einen muss die Produktion und Verarbeitung der Luftleitungen als solche hochwertig sein und zum anderen müssen geeignete Montagesysteme angewandt werden, um die geforderte Luftdichtheitsklasse zu erreichen. Bereits vor der eigentlichen Verarbeitung bzw. dem Einbau sind die Luftkanäle auf Beschädigungen zu prüfen. Durch die Verwendung geeigneten Dichtbandes oder anderer geeigneter Montagesysteme ist ein Erreichen einer hohen Luftdichtheitsklasse möglich.
Zunehmend werden Luftkanalprofile mit eingelegten Dichtungen verwendet und es wird beim Herstellprozess Dichtmasse in die Falze eingespritzt. Eine weitere Möglichkeit, erhöhte Dichtheitsanforderungen zu erfüllen, ist die Verwendung von angeformten Profilen. Hierbei gibt es keine Materialtrennung zwischen Bauteil und Flansch, weil der Flansch aus dem Bauteil heraus geformt wird.
Besondere Anforderungen an die Dichtheit werden vor allem bei öl- und fettdichten Kanälen oder Rohren zum Beispiel in Küchenanlagen oder bei Ölnebelabsaugungen an CNC-Maschinen gestellt. Im Rahmen der Inbetriebnahme kann die Dichtheit insgesamt begutachtet, gemessen und berechnet werden.

### Nachweis der Luftdichtheit – Luftdichtheitsprüfung
Um zu gewährleisten, dass das Luftleitungssystem dicht ist und die geforderte Luftdichtheitsklasse eingehalten wird, muss eine Luftdichtheitsprüfung erfolgen. Diese wird beispielsweise in den Normen DIN EN 13779 „Lüftung von Nichtwohngebäuden – Allgemeine Grundlagen und Anforderungen für Lüftungs- und Klimaanlagen“, DIN EN 12599 „Prüf- und Messverfahren für die Übergabe raumlufttechnischer Anlagen“ und der VDI 3803 Blatt 1 „Zentrale Raumlufttechnische Anlagen – Bauliche und technische Anforderungen“ gefordert.

#### Gründe für eine Luftdichtheitsprüfung
Undichte Lüftungssysteme verbrauchen unnötig Energie (siehe Energieeinsparverordnung) und erhöhen das Risiko auf hygienische Beeinträchtigungen, was zwingend vermieden werden muss. In der Richtlinie VDI 6022 wird eine „hygienisch einwandfreie Qualität der Innenraumluft“ gefordert.

#### Vorgehen bei einer Luftdichtheitsprüfung
Die Luftdichtheitsprüfung sollte durchgeführt werden so lange das System zugänglich ist, damit eventuelle Nachbesserungsarbeiten erfolgen können. Idealerweise erfolgt dies abschnittsweise und aufgrund des hohen Aufwandes stichprobenartig.
Hierzu eignen sich verschiedene kalibrierte Prüfgeräte wie z. B. das Luftdichtheitsprüfgerät airLPT113. Diese ermitteln die Luftdichtheitsklasse nach DIN EN 13779, DIN EN 1507 und DIN EN 12237 in raumlufttechnischen Anlagen. Um die Dichtheit zur überprüfen, muss das zu testende Luftleitsystem vom Restsystem luftdicht getrennt werden. Der Einsatz von Klebebändern oder Folie zur Abdichtung sollte vermieden werden und stattdessen fachgerechte Verschlüsse z. B. durch Enddeckel vorgenommen werden. Vor der Prüfung muss die Ermittlung der Prüfoberfläche nach DIN EN 14239 erfolgen.
An bereits vorbereitete Messöffnungen (Bundkragen, Revisionsöffnungen mit entsprechenden Anschlüssen) wird das Luftdichtheitsprüfgerät angeschlossen. Der Druck sollte nun entweder als Überdruck für Zuluftleitungen bzw. als Unterdruck für Abluftleitungen in einer Größenordnung von 200 Pa, 400 Pa oder 1000 Pa ausgewählt sein, damit die Vorschriften der DIN EN 12599 erfüllt sind. Das System wird unter Druck gesetzt, der Prüfdruck automatisch geregelt und konstant gehalten (nach DIN EN 1507 bzw. DIN EN 12237 ± 5 %) und die Leckluftmenge ermittelt. Nach DIN EN 1507 und DIN EN 12237 dauert der Messablauf 5 min. Das Messprotokoll kann an den integrierten Thermodrucker bzw. an einen USB-Stick übermittelt werden.

### Maßnahmen bei zu hoher Leckluftmenge
Sollte sich nach Prüfung herausstellen, dass die Leckluftmenge zu hoch ist, also die geforderte Luftdichtheitsklasse nicht erreicht wurde, müssen Nachbesserungsarbeiten durchgeführt werden. Eine Sichtkontrolle der verschlossenen Luftleitungsenden, der Verbindungs- und Flanschstellen sollte als Erstes erfolgen. Wenn dies keine Klärung bringt, sollte hier ein fachkundiges Unternehmen zur Prüfung herangezogen werden.
Machen sich nachträglich Leckagen bzw. deren Auswirkungen bemerkbar, hat dies meist nicht unerhebliche Kosten zur Folge.

## Stabilität

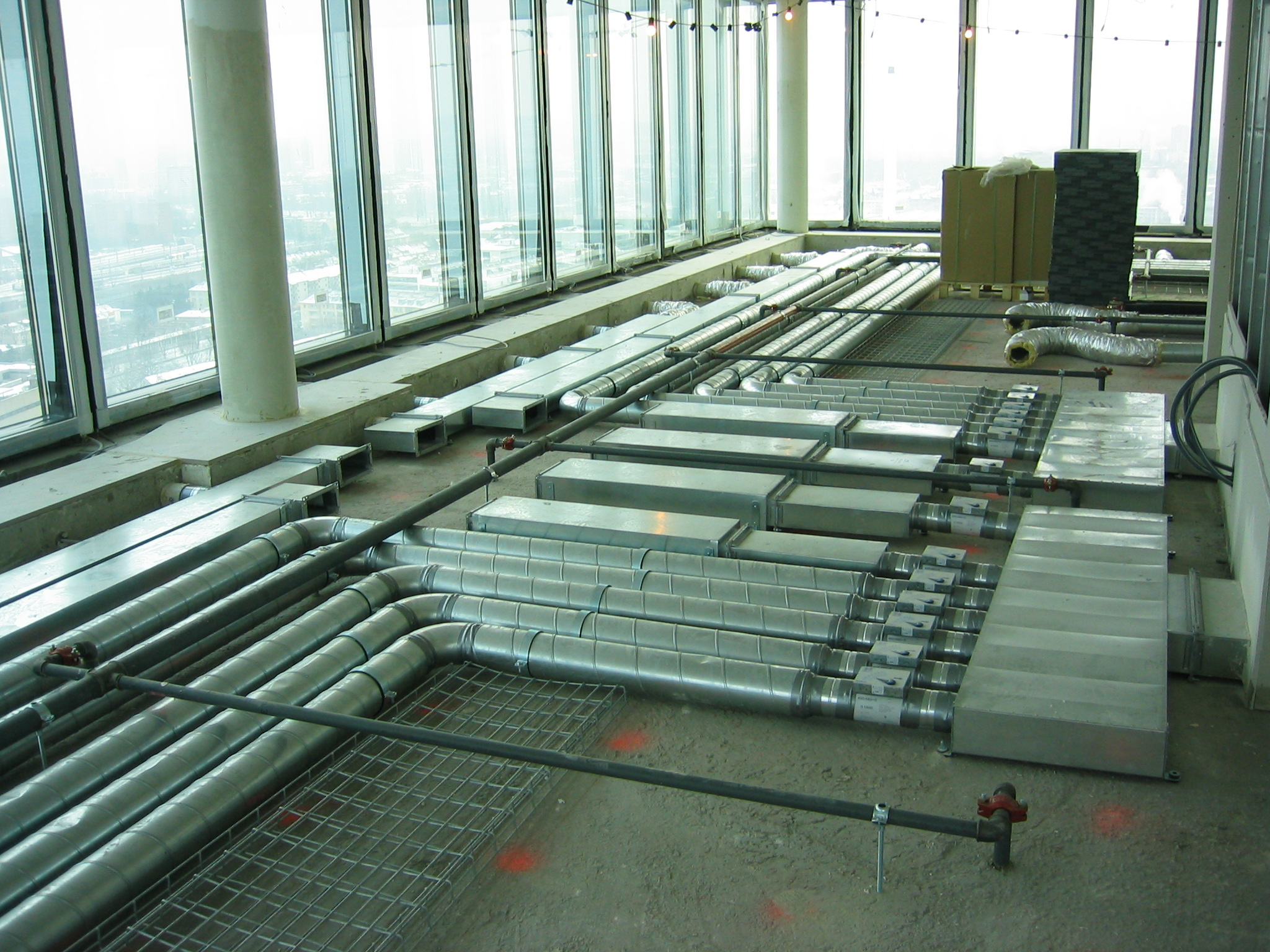
Lüftungskanal, Lüftungsrohr, Formteile aus verzinktem Blech im Fußboden

Neben der Dichtheit ist die Stabilität ein wesentliches Merkmal von Lüftungskanälen. Die mechanische Stabilität wird hauptsächlich über die Materialstärke und verbauten Versteifungen bestimmt. Bei eckigen Lüftungskanälen sind die Profilrahmen aus gewalzten Blechbändern, über welchen die einzelnen Kanalsegmente miteinander verschraubt werden, eine gängige Form der Versteifung. Rohre werden hingegen in der Regel mit Bundkragen, Muffen, Nippeln, Schrumpfband-, Flansch- oder Steckverbindern verbunden und weisen daher nicht diese Form der Versteifung auf. Bei öl- und fettdichten geschweißten Lüftungskanälen oder -rohren werden geschweißte Flansche verwendet. Mit dem Inkrafttreten der europäischen Normen wie z. B. der DIN EN 12237, der DIN EN 1507 oder der DIN EN 1506 wurden die vormals geltenden DIN, welche Vorschriften über die notwendigen Blechstärken für den Bau von Luftleitungen lieferten, aufgehoben. Über die Grenzwerte für die Dichtigkeit und die statischen Drücke lassen sich jedoch die Rahmenbedingungen zur Festigkeit der Kanälen ableiten.
Bestehen Anforderungen an die Steifigkeit von Luftkanälen, werden diese in den Flächen geschränkt oder durch Versteifungen im Kanal sichergestellt. Es werden aber auch Versteifungen aus Profilstahl auf den Außenseiten eines Lüftungskanal aufgeschweißt. Um die Luftströmung in Formteilen laminar zu halten, werden zum Beispiel Anströmkalotten oder Luftleitbleche in größeren Bögen oder Formteilen eingebaut.

## Dämmung

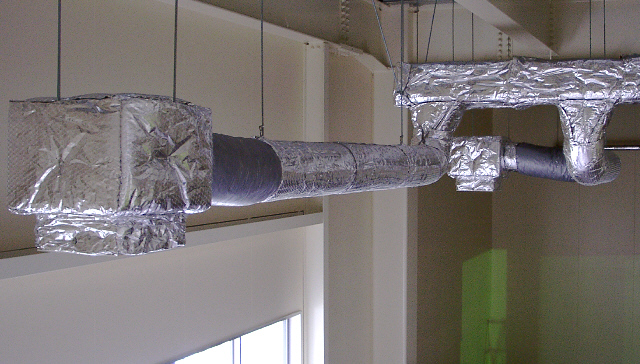
Lüftungskanal mit Außenisolierung durch alukaschierte Mineralwolle

Lüftungskanäle werden zur Vermeidung von Wärme- oder Kälteverlusten bzw. zur Vermeidung von Kondenswasserbildung, außen oder innen, gedämmt. Auf die Isolierung kann verzichtet werden, wenn die in den Lüftungskanälen transportierte Luft die gleiche Temperatur hat, wie die der Umgebung bzw. wenn eine Wärmeübertragung über die Kanaloberfläche als nicht kritisch angesehen wird. Typisch ist die Verwendung von Steinwolle, Mineralwolle (alukaschiert) oder Hart-/Weichschaumplatten zum Beispiel aus Armaflex, Kaiflex oder Styrodur. Die Materialstärke/Dicke der Dämmung richtete sich nach der erwarteten Temperaturdifferenz und der Wärmeleitfähigkeit der verwendeten Dämmung. Das zu verwendende Material richtet sich auch danach, ob auf oder in der Kanaloberfläche eine Kondensation durch Taupunkt-Unterschreitung verhindert werden soll. In diesen Bereichen wird häufig eine Dämmung aus diffusionsdichten Weichschaumplatten gewählt. Erhältlich sind auch Luftkanalsysteme in Segmentbauweise, die selbst aus steifem Dämmmaterial bestehen und auf die Verwendung eines klassischen Luftkanals verzichten.
In zugänglichen Bereichen/Laufwegen wird diese Dämmung an einem Lüftungskanal durch Blechverkleidungen geschützt. Stoßecken, die im Kopfbereich liegen, werden zusätzlich mit Puffern und Signalbändern versehen. Bei Sonderkanalstücken, zum Beispiel Brandschächten, wird auch eine hitzebeständige Innendämmung aus Kieselgur oder Steinwolle verwendet.

## Leitungsbefestigung
Zur stabilen Befestigung der Rohrleitungen und Kanäle am Baukörper gibt es vielfältige Möglichkeiten. Bei der Auswahl der optimalen Leitungsbefestigung sind wichtige Faktoren neben möglichst geringen Herstellungskosten auch eine Funktionalität in Hinblick auf eine dauerhafte, sichere und im Reparaturfall wieder lösbare Verbindung sowie die elastischen, schallentkoppelten Eigenschaften. Gerade die notwendige Schallentkopplung wird häufig nicht genügend berücksichtigt, was zur Übertragung von Körperschall seitens des Leitungssystems auf den Baukörper führen kann. Die Massenschlussstellen zu lokalisieren und zu entkoppeln, bedarf im Nachhinein hoher Aufwendungen.
Ein Kanal- oder Rohrsystem wird zumeist auf oder in Decken, aber auch in Böden oder in Steigschächten montiert. Eine Möglichkeit der Befestigung an Kanälen sind Winkelbleche oder am Rohr mit Rohrschellen und Gewindestangen. Profilstähle in Form von Konsolen, Traversen, Ständer, Abhängungen usw. sind jederzeit möglich, um das Gewicht abzufangen.

## Anforderungen an die Hygiene

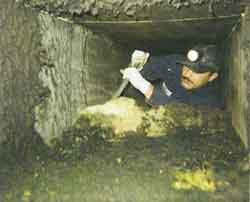
Reinigung eines stark verschmutzten Abluftkanals einer Küche.

Luft ist ein grundlegendes Lebensmittel von Mensch und Tier. Der „Transport“ dieser in einem Lüftungskanal muss regelmäßig überprüft werden. Die europäische Norm EN 15780
gilt sowohl für neue als auch für bereits vorhandene Lüftungs- und Klimaanlagen. Sie beschreibt Kriterien für die Beurteilung der Sauberkeit sowie die Reinigungsverfahren für diese Anlagen. In diesem Zusammenhang verweist sie auch auf die EN 1505, EN 1506, EN 13053, EN 13180 und EN 13403.
Nach Bl. 1 der VDI 6022 sind Lüftungskanäle und -rohre mit sinnvoll angeordneten und dimensionierten Reinigungs- und Revisionsöffnungen zu versehen, um regelmäßige Kontrollen und Reinigungen durchführen zu können. Revisionsöffnungen in der Nähe von Komponenten dienen der Funktionskontrolle und ermöglichen Wartungsarbeiten fachgerecht durchzuführen. Die Mindestmaße und Lage von Reinigungsöffnungen, welche der Hygienekontrolle und der Reinigung dienen, in Lüftungskanälen und -rohren werden in DIN EN 12097, DIN EN 13779 und DIN EN 15780 festgelegt. Die Richtlinie fordert, bereits in der Planungsphase festzulegen, ob der Einbau von gedämmten Revisions- und Reinigungsöffnungen technisch sinnvoll ist.
Verschmutzte Lüftungskanäle bilden eine ideale Brutstätte für Mikroorganismen, die sich vermehren und permanent Giftstoffe, Viren, Sporen und Bakterien an den Luftstrom abgeben. Diese gelangen über die „Zuluft“ in den Lebensraum des Menschen und breiten sich ebenso dort aus.
Es liegt in der Verantwortung des Anlagenbetreibers, die Lüftungsanlage zu überwachen. In der Rechtsprechung des BGH heißt es: „Dem Anlagenbetreiber obliegen Anweisungs-, Auswahl- und Überwachungspflichten, soweit er Aufgaben oder Tätigkeiten an Beschäftigte oder Auftragnehmer delegiert“. Konkretisiert werden diese in §4, Ziffer 7 ArbSchG und §15, SGB VII und den danach erlassenen Unfallverhütungsvorschriften.

## Hydraulische Kanal- oder Rohrnetzberechnung
Das Strömungsverhalten als laminare oder turbulente Strömung der Luft in Lüftungskanälen ähnelt dem von Flüssigkeiten. Für die wichtigsten Berechnungen in der Lufttechnik werden dieselben Gleichungen wie in der Wassertechnik verwendet.
Die Planung der Luftleitsysteme erfolgt in Deutschland unter Berücksichtigung der allgemein anerkannten Regeln der Technik. Beispiele hierfür sind die VDI-Richtlinie  VDI 2087, die Reihen der EN 16798 oder DIN 1946. Die EN 13779, welche als zentrale Norm bei der Lüftungsauslegung galt, wurde im November 2017 durch die EN 16798 ersetzt.

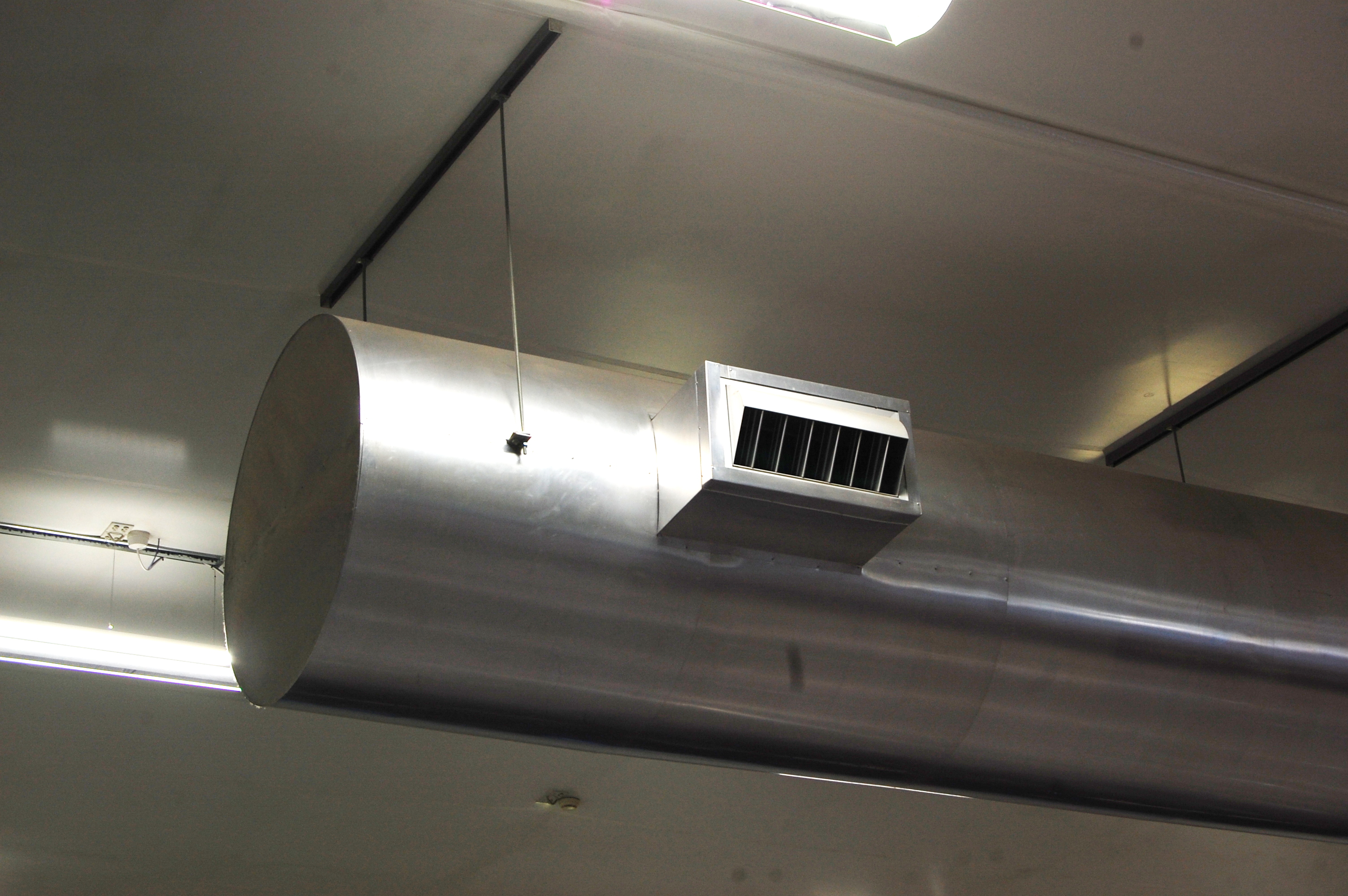
Lüftungskanal mit Halterung

Mit einer Kanalnetzberechnung werden die Komponenten einer Anlage pneumatisch so dimensioniert, dass sich die erforderlichen Volumenströme im Betrieb auch tatsächlich einstellen. Bei einer Luftkanalnetzberechnung sind dies die Luftarten: Außenluftstrom (ODA), Zuluftstrom (SUP), Abluftstrom (ETA), Fortluftstrom (EHA), Umluftstrom (RCA) und Mischluftstrom (MIA). Diese sind in Abhängigkeit von der realen Situation verschieden groß und müssen einzeln ausgelegt werden.
Für die vereinfachte Druckverlustberechnung benötigt man unter anderem die Bernoullische Gleichung, die Kontinuitätsgleichung sowie Kenntnisse der Reibungswerte (R-Wert) von Quadratrohren und den Druckverlustbeiwert (Zeta-Wert) von Formstücken und Anlagenkomponenten wie Filter etc.
Grundsätzlich gibt es drei Vorgehensweisen für eine vereinfachte Betrachtung:
- Kanalnetzberechnung durch Geschwindigkeitsannahme,
- Kanalnetzberechnung nach konstantem Druckgefälle,
- Kanalnetzberechnung nach gegebener Druckdifferenz.

In umfangreichen Rechenprogrammen und -algorithmen werden für die verschiedensten Anwendungen die aktuellen/gewünschten Parameter wie Luftgeschwindigkeiten, Strömungskennzahlen, Rohrreibungsbeiwerte, Widerstandsbeiwerte etc. eingegeben, welche die Anlage dimensionieren.
Komplette Kanal- und Rohrnetzberechnungen können bereits vor der eigentlichen Realisierung am Bau, auf der Basis von Bauzeichnungen zum Kanalsystem, vorgenommen werden. Dieser vereinfachte theoretische Ansatz dient zur abschätzenden Bestimmung der notwendigen Druckerhöhung und der Festlegung des passenden Ventilatortyps (Axial- oder Radialventilator) bzw. der Leistungsaufnahme.
Neben dem vereinfachten Ansatz, bei dem die experimentellen Druckverluste der Einzelwiderstände addiert werden, berücksichtigt die numerische Strömungsmechanik (engl. CFD: Computational Fluid Dynamics) die Wechselwirkung aller hintereinander geschalteten Bauteile und ermöglicht eine viel genauere Dimensionierung des Ventilators bzw. optimalen Betriebspunktes.
Pneumatisch unabgeglichene Kanalsysteme unterliegen folgenden Aspekten:
- Kanalsysteme mit zu niedrigen Luftgeschwindigkeiten sind im Kanal- oder Rohrquerschnitt überdimensioniert und reine Material- und Platzverschwendung.
- Kanalsysteme mit zu hohen Luftgeschwindigkeiten sind unterdimensioniert und verursachen laute Strömungsgeräusche.
- Kanalsysteme mit einem übermäßigen Anteil an ungünstigen Formteilen und hierdurch erhöhtem Strömungswiderstand überschreiten evtl. die zuvor ausgelegte Ventilatorleistung und können somit die geplanten Luftmengen nicht realisieren. Stärkere Ventilatoren verbrauchen hiernach einfach nur mehr Strom.
- Kanalsysteme mit hydraulisch unsinnigen Abgängen oder Anschlüssen und mangelhafter Reguliermöglichkeit (Drosselklappe) führen zur Über- oder Unterversorgung diverser Teilbereiche (Luftmangel oder Zugluft+Strömungsgeräusch).
- Kanalsysteme mit einer viel zu hohen Differenzdruckbelastung neigen zu hörbaren und gar sichtbaren Bauchungen bzw. Laibungen der Lüftungskanäle, die gerade beim Einschalten der Ventilatoren auftreten und zu erheblichen Schäden führen.
- Kanalsysteme, die permanent von einer laminaren Strömung in eine turbulente Strömung verfallen, verbrauchen für diese Turbulenzen erheblich mehr Energie, die nur durch Druckerhöhung (mehr Antriebsenergie) ausgeglichen werden kann.

## Elektrolytische Spannungsreihe

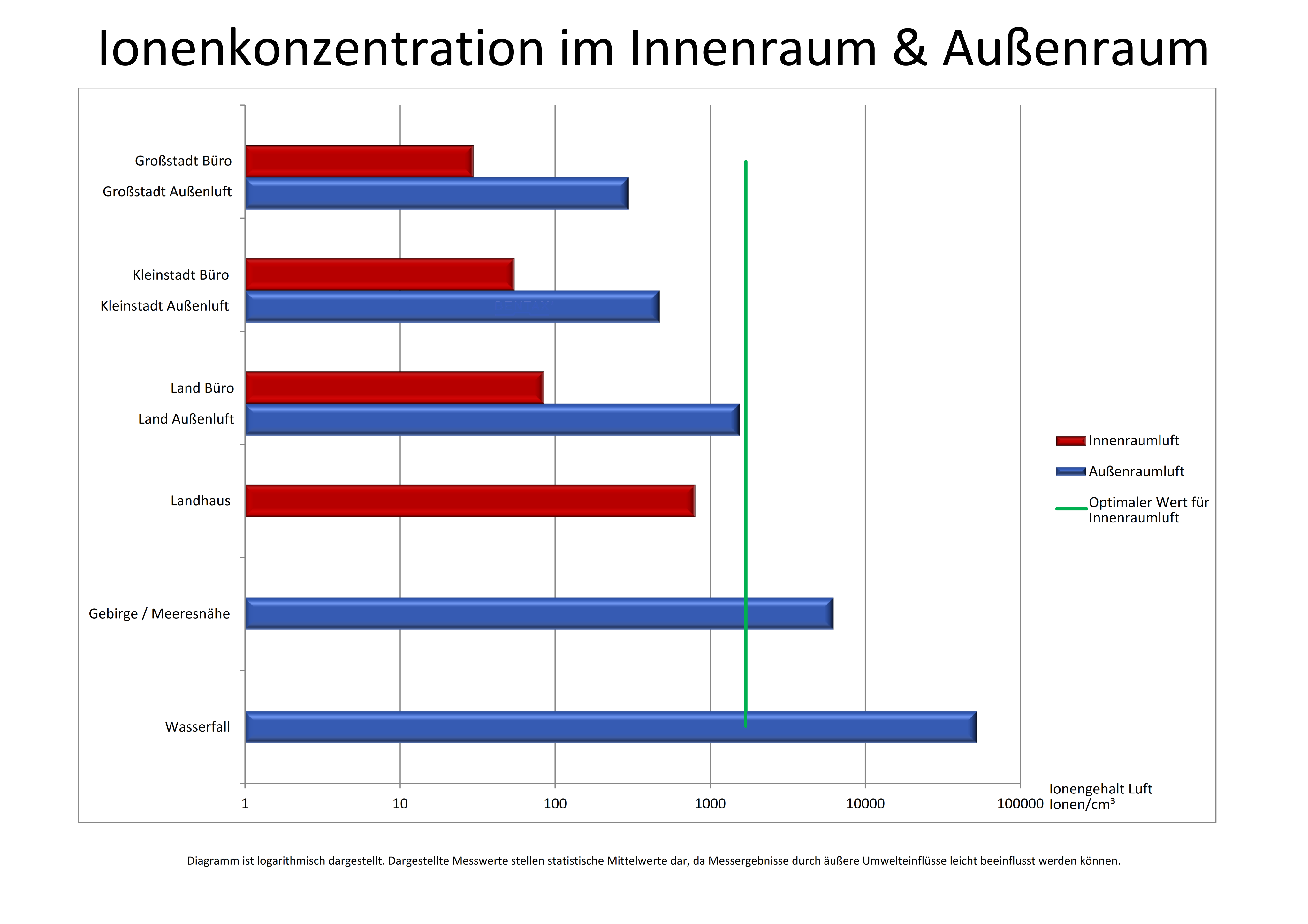
Vergleich der Ionenkonzentration der Luft im Innenraum- und Außenraum

Komplette Kanal- und Rohrsysteme bestehen, nach Fertigmontage im Bau, zumeist aus sehr unterschiedlichen Werkstoffen. Diese unterschiedlichen Elektrodenpotentiale führen zu einer elektrolytischen Spannungsreihe, wobei das Material mit dem niedrigsten Spannungspotential als erstes rostet (korrodiert). Aber auch aufgrund der permanent strömenden Luft im System und der hierbei auftretenden Reibungsverluste wird die elektrolytische Spannungsreihe zusätzlich mit Energie versorgt.
Den gefährlichen Potentialdifferenzen ist nach DIN VDE 0100-410 durch fachgerechte Montage von Schutzpotentialausgleichsleitern im ganzen System entgegenzuwirken. Dabei werden alle elektrisch leitenden Bauteile durch ausreichend groß dimensionierte Kabel miteinander verbunden und durch Erdung, in der Regel am Fundamenterder, über die Haupterdungsschiene (Potentialausgleichsschiene) nach DIN VDE 0100-540 in den Schutz-Potentialausgleich eingebunden.
Luft hat einen Sauerstoffanteil von ca. 21 % und verfügt somit selbst über ein gewisses Oxidationspotential. Die Außenluft im Außenraum, also in Städten, ländlichen Gegenden oder in Bergregionen hat verschiedene Ionenkonzentrationen. Dem Menschen ist eine Ionenkonzentration von ca. 1700 Ionen/cm³, wie sie einer ländlichen Umgebung gemessen wird, am angenehmsten, denn die Sauerstoffaufnahme durch die Lunge ist dann optimal.
Beim Transport dieser Außenluft im Kanalsystem gibt der geladene Sauerstoff seine Oxidationsenergie an das Kanalsystem größtenteils ab und gelangt später, mit geringerer Ionenkonzentration, zu seinem Bestimmungsort im Innenraum.

## Kanaleinbaukomponenten

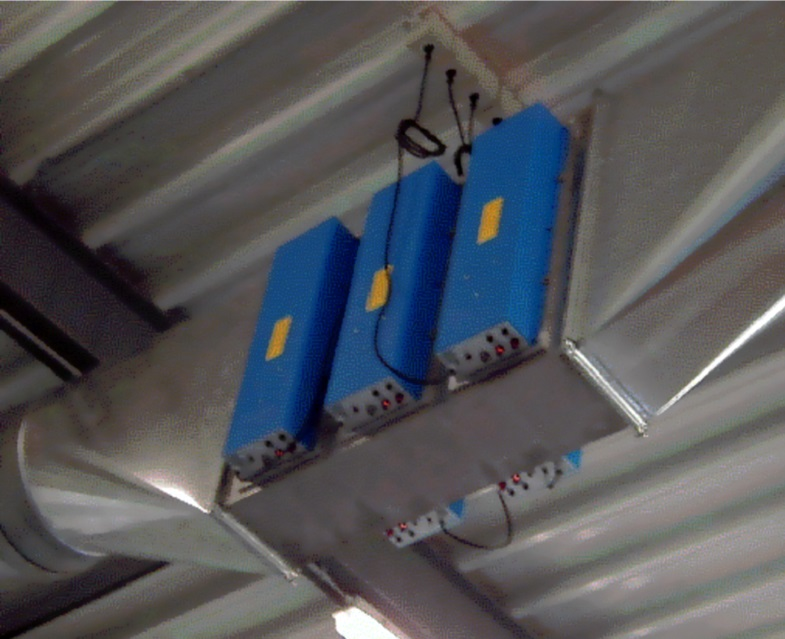
Lüftungskanal mit fünf montierten Ionisationsgeräten zur Aufbereitung der Luft, wie Geruchsneutralisation, Schadstoffabbau und Entkeimung.

Neben den Luftführungselementen Kanal oder Rohr werden in einem kompletten Luftleitsystem auch Kanaleinbaukomponenten wie Segeltuchstutzen, Taschenfilter, Ionisationsgeräte, Dampfluftbefeuchter, Elektrostatische Luftreiniger, Drosselklappen, Schieber, Rückschlagklappen, Prallbleche, Fühler für Temperatur/Feuchte/CO, Brandschutzklappen, Aktivkohlefilter, Schalldämpfer, aktive Schalldämpfer, Volumenstromregler, Heizregister, Kühlregister, Luftauslässe usw. direkt in das dafür vorgesehene Kanal- oder Rohrstück integriert. Diese Kanaleinbaukomponenten fließen mit ihrem ganz eigenen Druckverlust ebenso in die Druckverlustberechnung ein und sind beim hydraulischen/pneumatischen Abgleich zu beachten.
Die Luft in einem Kanal- oder Rohrsystem strömt in der gewünschten Menge und in die vorgesehene Luftrichtung aufgrund des gezielten Einsatzes von Ventilatoren, die den Druck im System erhöhen und die Richtung vorgeben. Je nach Lüftungsanlage werden hierfür Radial- oder Axialventilatoren, mit unterschiedlichen Leistungskurven, verbaut. Kompakte Lüftungsgeräte, mit diversen Einbaukomponenten zur Veränderung der Lufttemperatur, der Luftfeuchtigkeit usw. werden ebenso berechnet, dimensioniert und eingebaut.

## Gesetze, Vorschriften, Normen, Richtlinien und Merkblätter

### Deutschland
- AMEV RLT-Anlagenbau [2004]
- DIN 1946 [2009-05] Raumlufttechnik
  - Teil 6: Lüftung von Wohnungen – Allgemeine Anforderungen, Anforderungen zur Bemessung, Ausführung und Kennzeichnung, Übergabe/Übernahme (Abnahme) und Instandhaltung
- DIN 18379 [2012-09] VOB Vergabe- und Vertragsordnung für Bauleistungen
  - Teil C: Allgemeine Technische Vertragsbedingungen für Bauleistungen (ATV) – Raumlufttechnische Anlagen
- Lüftungsanlagenrichtlinie [2016]
- VDI 6022 Blatt 1 [2018-01] Hygiene-Anforderungen an RLT-Anlagen u. -Geräte

### Europa
- DIN EN 1505 [1998-02] Lüftung von Gebäuden – Luftleitungen und Formstücke aus Blech mit Rechteckquerschnitt – Maße
- DIN EN 1506 [2007-09] Lüftung von Gebäuden – Luftleitungen und Formstücke aus Blech mit rundem Querschnitt – Maße
- DIN EN 1507 [2006-07] Lüftung von Gebäuden – Rechteckige Luftleitungen aus Blech – Anforderungen an Festigkeit und Dichtheit
- DIN EN 1751 [1999-01] Lüftung von Gebäuden – Geräte des Luftverteilungssystems – Aerodynamische Prüfungen von Drossel- und Absperrelementen
- DIN EN 12097 [2006-11] Lüftung von Gebäuden – Luftleitungen – Anforderungen an Luftleitungsbauteile zur Wartung von Luftleitungssystemen
- DIN EN 12236 [2002-04] Lüftung von Gebäuden – Aufhängungen und Auflager für Luftleitungen – Anforderungen an die Festigkeit
- DIN EN 12237 [2003-07] Lüftung von Gebäuden – Luftleitungen – Festigkeit und Dichtheit von Luftleitungen mit rundem Querschnitt aus Blech
- DIN EN 12599 [2008-08] Prüf- und Messverfahren für die Übergabe raumlufttechnischer Anlagen
- DIN EN 12792 [2004-01] Lüftung von Gebäuden – Symbole, Terminologie und graphische Symbole
- DIN EN 13180 [2002-03] Lüftung von Gebäuden – Luftleitungen – Maße und mechanische Anforderungen für flexible Luftleitungen
- DIN EN 13779 [2007-09] Lüftung von Nichtwohngebäuden – Allgemeine Grundlagen und Anforderungen für Lüftungs- und Klimaanlagen
- DIN EN 14239 [2004-04] Lüftung von Gebäuden – Luftleitungen – Messung von Luftleitungsoberflächen
- RLT-Richtlinie Zertifizierung [2017-11]